# 群馬県看護協会
公益社団法人群馬県看護協会（こうえきしゃだんほうじんぐんまけんかんごきょうかい、英称：Gunma Nursing Association）は、群馬県知事所管の群馬県の保健師、助産師、看護師、准看護師を会員とする公益社団法人。法人番号は「2070005008328」。

## 沿革
- 1948年（昭和23年） - 前身の日本助産婦看護婦保健婦協会群馬支部を結成。
- 1951年（昭和26年） - 日本看護協会群馬県支部に改称。
- 1952年（昭和27年） - 社会福祉法人三友会を設立。（「保」「助」「看」の三婦にちなむ）。
- 1954年（昭和29年） - 日本看護協会群馬県支部の改組により、保健婦部会・助産婦部会・看護婦部会を創設。
- 1974年（昭和49年） - 「日本看護協会群馬県支部協議会」が発足。併せて、社団法人群馬県看護協会として認可。
- 1976年（昭和51年） - 看護職員教育センター設立の為、会館を竣工。
- 1984年（昭和59年） - 「日本看護協会群馬県支部協議会」（保健婦部会・助産婦部会・看護婦部会）を日本看護協会群馬県支部へ統合。
- 1990年（平成02年）10月 - 国際助産師連盟（ICM）神戸大会の国際評議会で、5月5日を「国際助産師の日」とすることを決定。1992年5月5日を最初の「国際助産師の日」とした啓もう日となる。
- 1990年（平成02年）12月 - 『看護の日』（看護週間）制定、翌年より「国際看護師の日」でもある5月12日が啓もう日となる。
- 1993年（平成05年） - 日本看護協会群馬県支部を改組し、社団法人群馬県看護協会として発足。
- 2000年（平成10年） - 群馬県看護協会創立50周年記念式典を開催。
- 2005年（平成15年） - 看護教育センター建設着工。（前年に建設設計業務設計者選考委員会にて設計者を決定）
- 2006年（平成16年） - 看護教育センター完成し、移転。
- 2014年（平成24年） - 公益社団法人群馬県看護協会へ移行。

## 本部所在地
〒371-0007 群馬県前橋市上泉町1858の7

## 訪問看護ステーション
- 群馬県看護協会訪問看護ステーション（1996年・事業開始～）
- 群馬県看護協会訪問看護ステーション富岡（1999年・事業開始～）
- 群馬県看護協会訪問看護ステーション北橘支所（2001年・事業開始～2004年・閉鎖）
- 群馬県看護協会訪問看護ステーション渋川（2001年・事業開始～2002年・支所から独立）
- 群馬県看護協会訪問看護ステーション居宅介護支援事業所（前橋・富岡）（2001年・事業開始～）
- 群馬県看護協会訪問看護ステーション粕川（2002年・事業開始～）
- 群馬県看護協会訪問看護ステーション前橋南（2007年・事業開始～）
- 群馬県看護協会訪問看護ステーション高崎（2010年・事業開始～）